# Зайцев, Валерий Григорьевич
Валерий Григорьевич Зайцев (5 мая 1941, Мглин, Орловская область — октябрь 2011, Австрия) — видный деятель культуры России, советский и российский государственный деятель — историк, культуролог, кандидат исторических наук (1982), действительный государственный советник РФ 3-го класса (1996 г.), заслуженный работник культуры РФ (2001). Первый директор Президентской библиотеки РФ (Указ Президента РСФСР N103 от 31 августа 1991 г.). Руководитель главного управления (1996 г.). Начальник департамента Управления информационного обеспечения Администрации Президента РФ, Директор Президентской библиотеки при Администрации Президента РФ.(1998—2008 г.)

## Биография
Родился 5 мая 1941 года в г. Мглин Брянской области в семье военного внутренних войск. Отец погиб 22.07.1943 г. у деревни Полюдово ,Калужской области в ходе Жиздренской операции . Свою трудовую биографию начинал как рабочий на Серпуховской ткацкой фабрике. Активный общественник В. Г. Зайцев вскоре связал свою жизнь с профсоюзами и сферой культуры. Много лет занимал ответственные посты в отделе культуры ВЦСПС. В 1965 году окончил Высшую профсоюзную школу ВЦСПС в Ленинграде.
С 1975 по 1979 год трудился зам.начальника управления в Министерстве культуры СССР.
В 1979 году поступил в Академию общественных наук при ЦК КПСС, которую он окончил с отличием в 1981 году.. В 1988 году окончил спецкурс Института повышения квалификации руководства высшего звена. С 1983 по 1990 год курировал различные вопросы развития науки, образования культуры и искусства в Управлении делами Совета Министра РСФСР, в Бюро Совета Министров СССР по социально-культурной сфере.
В Администрации Президента РФ В. Г. Зайцев работал с 1991 года. Он стоял у истоков создания Библиотеки Администрации Президента РФ. В августе 1991 года был назначен Президентом РСФСР Б. Н. Ельциным директором Президентской Библиотеки РСФСР. В дальнейшем был назначен руководителем главного управления (1996 г.), начальником департамента информационного обеспечения Администрации Президента РФ(1998 г.) и одновременно Директором Библиотеки Администрации Президента РФ. Данную должность он занимал на протяжении семнадцати лет 1991—2008 г. в системе гражданской государственной службы РФ. .
31 января 2007 г. вошел в состав рабочей группы по подготовке и созданию Библиотеки Президента РФ им. Б. Н. Ельцина в С.Петербурге : по приспособлению здания бывшего Синода под многофункциональный общественный центр. (Распоряжение Президента РФ N 34 — рп от 31 января 2007 г.).
С 1 сентября 2008 г. В. Г. Зайцев вышел на пенсию с благодарностью от Президента РФ за 18-летнюю безупречную службу в структуре Администрации Президента РФ. Находясь в турпоездке в октябре 2011 г. умер от инфаркта миокарда в Австрии. Захоронен в г. Москве на Люблинском кладбище в ста метрах справа от центрального входа. около тридцати метров за зданием администрации кладбища возле крайней правой кладбищенской дорожки.

## Научные работы
Основные научные работы посвящены управлению технологическими системами и технологиям ИКТ. Автор книги "Первая Президентская "… М.Либерия.,2006 г. Ему принадлежит около 30 научных работ по вопросам культурологии, истории, теории и развития библиотековедения и библиотечного дела. В течение двух десятилетий входил в состав редколлегии журнала «Библиотека» — главного массового профессионального издания библиотекарей России.